# Melissa Hauschildt
Melissa Hauschildt (nacida como Melissa Rollison, 13 de abril de 1983) es una deportista australiana que compitió en triatlón.
Ganó una medalla en el Campeonato Mundial de Triatlón de Larga Distancia de 2013. En Ironman obtuvo una medalla en el Campeonato Europeo de 2016. En Ironman 70.3 consiguió tres medallas en el Campeonato Mundial entre los años 2011 y 2016, y dos medallas en el Campeonato Europeo en los años 2016 y 2018.

## Palmarés internacional
| Campeonato Mundial | Campeonato Mundial | Campeonato Mundial | Campeonato Mundial |
| Año                | Lugar              | Medalla            | Prueba             |
| ------------------ | ------------------ | ------------------ | ------------------ |
| 2013               | Belfort (Francia)  | Medalla de oro     | Individual         |

| Campeonato Europeo | Campeonato Europeo   | Campeonato Europeo | Campeonato Europeo |
| Año                | Lugar                | Medalla            | Prueba             |
| ------------------ | -------------------- | ------------------ | ------------------ |
| 2016               | Fráncfort (Alemania) | Medalla de oro     | Individual         |

| Campeonato Mundial | Campeonato Mundial         | Campeonato Mundial | Campeonato Mundial |
| Año                | Lugar                      | Medalla            | Prueba             |
| ------------------ | -------------------------- | ------------------ | ------------------ |
| 2011               | Henderson (Estados Unidos) | Medalla de oro     | Individual         |
| 2013               | Henderson (Estados Unidos) | Medalla de oro     | Individual         |
| 2016               | Mooloolaba (Australia)     | Medalla de plata   | Individual         |
| Campeonato Europeo |                            |                    |                    |
| Año                | Lugar                      | Medalla            | Prueba             |
| 2016               | Wiesbaden (Alemania)       | Medalla de oro     | Individual         |
| 2018               | Elsinor (Dinamarca)        | Medalla de oro     | Individual         |